# 木馬道
木馬道（きんばみち、きんまみち、きうまみち）は、日本の林業において、かつて用いられていた木材搬出路のこと。

## 概要
1960年代以前の日本の山間部は、林道はおろか一般道路も路網密度は低く、山間奥地からの木材搬出は、牛や馬、もしくは人力で木橇に乗せた木材を輸送する木馬により行われていた。そこで、伐採箇所から、木材の集積箇所まで作られた作業道が木馬道である。形態はけもの道よりも幅が広く線形は緩やかで、路盤には木橇の抵抗を低減するために進行方向と直行するように盤木（丸太）が敷設された。
工業化が進展するにつれて、搬出量が多い路線の一部は森林鉄道になった。
1954年から1964年までの10年間で木馬道の総延長は1/3に減少している。
さらに1960年代以降、貨物自動車の性能が向上し、林道網が形成されると木馬道は森林鉄道もろとも姿を消した。

## 単軌木馬
木馬は「技術の習得に多年の体験を要する特殊技術であって（中略）林業労働中最高の重労働であり（中略）その上災害率の最も高い非常に危険な作業であるから近代林業の作業の中にこの種の運材法が残存している自体がそもそも不思議」と評される。この従来の木馬に改良を加えたのが単軌木馬である。これは1933年熊本営林局菊地営林署で考案されたもので、木馬道の中央に木製の軌条を敷設し木馬には木製のブロックを取付け木製軌条を挟むようにして木馬の進行方向を誘導する仕組みで制動は鉄製の鞍型の制動子を木製の軌条に押し付ける方法で滑車とロープにより操作できるようにした。従来の木馬は木馬夫が木馬前方や丸太上で制動していたが単軌木馬では木馬後方で制動することになり万一の事故に対し危険が少なくなった。また木馬道の幅を狭くすることができた。制動操作は簡易となり制動子の改良により、より急勾配、重量物の運搬が可能となった。また木製軌条では損傷が激しく曲線路が困難であるので鉄軌条への改良もみられた。最長距離は5000-6000mがあった。